# Zinedine Zidane
Zinédine Yazid Zidane (translitteration: Zīn ad-Dīn Zīdān), "Zizou", född 23 juni 1972 i Marseille, är en fransk tränare och före detta fotbollsspelare (mittfältare). Zidane var från mitten av 1990-talet fram till VM-slutspelet 2006 Frankrikes stora fotbollsstjärna och var en av de främsta spelarna i världen i sin generation. Han utsågs till Världens bästa fotbollsspelare tre gånger (1998, 2000 och 2003). Ett av dessa år (1998) utsågs även Zidane till världens bäste idrottsman.
Zidane hade en framträdande roll i det franska landslag som vann VM 1998 och EM 2000 samt vann Champions League med Real Madrid 2002. Efter VM-finalen 2006 avslutade Zidane sin fotbollskarriär. Hans spelstil kännetecknades av en enastående teknik och speluppfattning samt en stark förmåga att täcka bollen. Han var också en skicklig frisparksskytt.
Zidane är av algeriskt ursprung, men är född och uppvuxen i Marseille under fattiga förhållanden. I nuläget har Zidane inget tränaruppdrag.

## Proffskarriär på 1990-talet
Zidane inledde proffskarriären i AS Cannes och förutspåddes tidigt en lysande framtid. Nationellt slog han igenom under åren i FC Girondins Bordeaux (1992-96) och många av storklubbarna i Italien, Spanien och England ville ha honom. Vissa uppgifter (dock ej bekräftade) gör gällande att FC Barcelonas dåvarande tränare Johan Cruijff hade en överenskommelse klar med Bordeaux våren 1996. Men efter att Cruyff samma vår fick sparken ska det hela runnit ut i sanden. Istället blev det italienska storklubben Juventus som blev Zidanes nya klubbadress. Juventus ansågs allmänt vara världens bästa klubblag 1996-98 och Zidane blev snabbt en av lagets viktigaste kuggar. Juventus vann Serie A  1997 och 98  men man förlorade Champions League-finalen både 1997 och 98 mot Borussia Dortmund resp Real Madrid. Trots de motgångarna ansågs emellertid Zidane redan 1997 vara en av världens absolut bästa spelare och var självskriven som fixstjärnan i Frankrikes landslag inför VM på hemmaplan 1998.
VM 1998 utvecklade sig till en fantastisk succé för både franska landslaget och Zidane personligen. Han ledde Frankrike fram till guld i VM 1998, Frankrikes första VM-guld. I finalen gjorde han två nickmål. Två år senare utsågs han till turneringens bäste spelare när Frankrike för andra gången vann Europamästerskapet EM i fotboll 2000 och han blev för andra gången utsedd till världens bäste spelare.

## Real Madrid

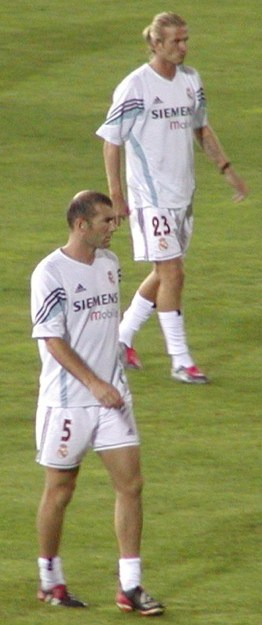
Zidane (t.v.) med David Beckham i Real Madrid.

Efter fem framgångsrika år i  Juventus flyttade Zidane 2001 till Real Madrid. 2002 avgjorde han Champions League mot Bayer Leverkusen med ett vackert volleyskott som anses vara ett av historiens snyggaste mål någonsin.
När Real Madrid värvade Zidane betalade man 75 miljoner euro som motsvarar cirka 750 miljoner kr till Juventus, en summa som fram till juni 2009 var rekord i fotbollssammanhang. Real Madrids president Florentino Perez ville bygga ett lag med de bästa spelarna i världen och då var Zidane självskriven som ett högprioriterat nyförvärv. Många rynkade på ögonbrynen på grund av den hisnande övergångssumman, men Zidane visade snabbt att han kunde glänsa även i den spanska ligan. I Real Madrid utgjorde Zidane tillsammans med Roberto Carlos, Raúl González Blanco och Luís Figo, senare även Ronaldo Luís Nazário de Lima och David Beckham vad som kom att kallas los galacticos, ungefär de "galaktiska spelarna".
Zidanes främsta skäl till att han valde att lämna Juventus sägs ha varit att han ville vinna Champions League och Real Madrid ansågs vara den klubb där han hade störst chans att förverkliga drömmen. Som ovan nämnts fick Zidane sin efterlängtade Champions League-titel redan efter ett år hos Real, vilket för övrigt var klubbens nionde seger i mästarcupen/Champions League. 2003 vann Real Madrid ligan för 29:e gången i klubbens historia och Zidane blev för tredje gången vald till världens bäste spelare. De tre sista åren i Real blev emellertid mindre lyckade då man inte vann en enda titel. En viktig orsak till de uteblivna framgångarna ansåg många var att Real Madrids president Florentino Perez började tänka mer på ekonomisk än sportslig framgång. Helt medvetet hade man valt att köpa in de bästa spelarna i världen utan att samtidigt förstärka försvaret som alla experter ansåg vara lagets svaga punkt. Istället hoppades man på att klubbens egna ungdomsverksamhet skulle förse A-laget med de nödvändiga spelarna i defensiven. Den strategin funkade emellertid inte som tänkt och till slut kunde inte lagets formidabla offensiva kvaliteter med "Zizou", Figo, Ronaldo m.fl. väga upp bristerna i defensiven. 
Med alla framgångar har den blyge "Zizou" blivit en förebild för många fattiga invandrare i Frankrike. Han har också engagerat sig i olika sociala projekt mot fattigdom och rasism. På fotbollsplanen visade Zidane vid upprepade tillfällen en ovanlig förmåga att prestera när det verkligen gäller, som i VM-finalen 1998, Champions League-finalen 2002 och ett flertal gånger som straffläggare i avgörande lägen. 25 april 2006 tillkännagav Zidane att han skulle avsluta sin karriär efter sommarens VM-slutspel i Tyskland. Sin sista hemmamatch för Real Madrid spelade Zidane 7 maj 2006. Matchen mot Villareal CF slutade 3–3 och "Zizou" gjorde ett mål i matchen.

## VM 2006 och avslutningen på karriären

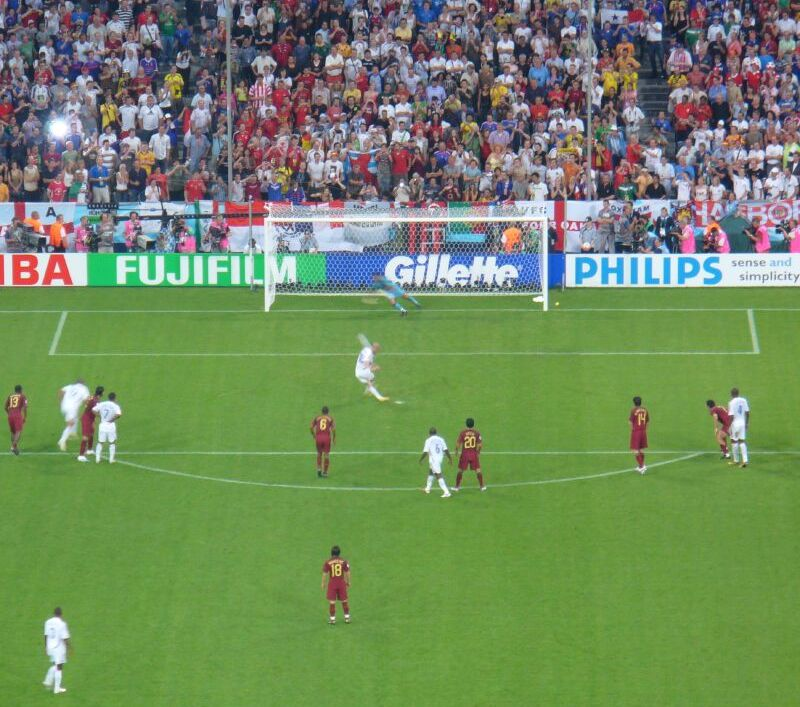
Zidane slår straff i semifinalen mot Portugal i VM 2006.

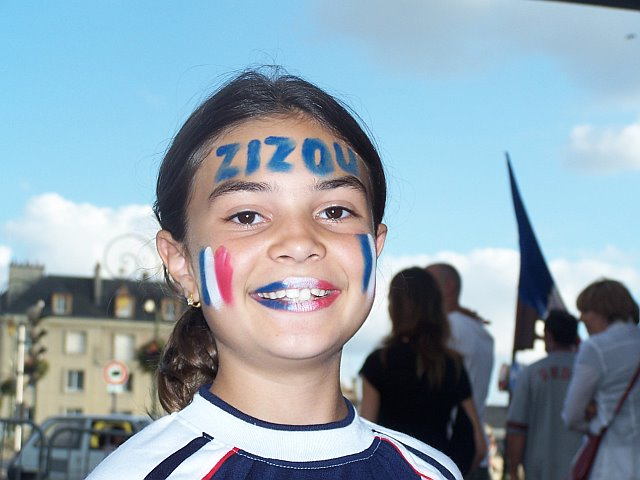
En ung supporter under VM 2006.

Inför VM 2006 var "Zizou" visserligen fortfarande av de flesta rankad som en av världens bästa spelare men de skrala resultaten i klubblaget senaste åren kombinerat med att han visat upp sin genialitet allt mer sällan säsongen 2005/2006 gjorde att få förväntade sig några stordåd i hans sista stora framträdanden. Frankrike inledde turneringen svagt och var nära att bli utslagna redan i gruppspelet. Av Zidanes trollkonster syntes inte mycket heller. Men när det blev dags för utslagningsmatcher från åttondelsfinalen "vaknade" till mångas förvåning Zidane. Alla var eniga om att han var planens bästa spelare i åttondelsfinalen, kvartsfinalen och semifinalen. I kvartsfinalen mot Brasilien överglänste Zidane med bred marginal Brasiliens megastjärna Ronaldinho och inför finalen mot Italien framstod han ännu en gång som turneringens bäste spelare.
Finalen blev emellertid inte den perfekta avslutningen på karriären. Zidane gjorde visserligen 1-0 men till slut vann Italien finalen efter straffsparksläggning och Zidane själv hamnade i centrum på ett mindre glamoröst sätt. I förlängningen blev Zidane utvisad sedan han skallat italienaren Marco Materazzi i bröstet, sannolikt i ilska över ett verbalt påhopp. I en intervju i fransk TV bad Zidane "de miljoner barn som såg matchen" om ursäkt för sitt beteende. Han bad dock inte Materazzi om ursäkt eftersom han "grovt förolämpade min syster och min mor". Zidane ansåg att förolämpningarna var så grov att han inte vill upprepa det igen i TV. Materazzi förnekade att han förolämpat Zidanes familj (FIFA dömer senare Zidane till tre dagars samhällstjänst inom ramen för FIFA:s ungdomsprojekt). Incidenten fick mycket stor uppmärksamhet och sågs av fotbollsälskare världen över som ett sorgligt slut på "Zizous" fantastiska karriär. Trots detta utsågs Zidane av Fifa till VM-turneringens bäste spelare (golden ball), och en i stort sett enig expertis anser att han är en av de bästa fotbollsspelarna genom tiderna.
Skallningen blev sedermera förevigad som staty. 

## Tränarkarriär
Zinedine Zidane fortsatte med fotboll som tränare efter att han avslutade sin spelarkarriär. Han stannade kvar i Real Madrid som tränare och blev assisterande tränare när Real Madrid tog hem la decima. Han hjälpte Carlo Ancelotti och därför känner han spelarna väldigt bra. Senare blev han tränare för Real Madrid Castilla. Den 4 januari 2016 blev Rafael Benítez sparkad av Real Madrid efter 7 månader på jobbet. Istället för Benitez anställde de Zinedine Zidane som huvudtränare för Real Madrid. Han avslöjade under en presskonferens att hans kontrakt är två och ett halvt år långt. Han vann Champions League under sin första säsong som tränare och sedan igen i sin andra. Zidane är därmed den enda tränaren i historien som lyckats vinna Champions League tre gånger i följd. Idag anses Zidane som en av världens bästa fotbollstränare, taktiker och väl ansedd och aktad med sina meriter både som spelare och tränare.

## Familj
Zinedine Zidane är gift med Véronique Fernández. De har fyra söner tillsammans: Enzo (född 24 mars 1995), Luca (13 maj 1998), Théo (18 maj 2002) och Élyaz (26 december 2005). Enzo och Luca spelar för Real Madrids ungdomslag, men Luca är målvakt även i Frankrikes U17-landslag.
Zinedine Zidane har rötter från Algeriet, men är själv född och uppvuxen i Marseille, Frankrike.

## Meriter
- 108 landskamper, 31 mål

- VM-turneringar: 1998, 2002, 2006
  - Guld: 1998
  - Silver 2006
- EM-turneringar: 1996, 2000, 2004
  - Guld: 2000
  - Semifinal: 1996

Med Bordeaux:
- UEFA Intertoto Cup: 1995
- Uefa Europa League (final): 1996

Med Juventus FC:
- Serie A-mästare: 1996–97, 1997–98
- Uefa Super Cup: 1996
- Interkontinentala cupen: 1996
- Supercoppa italiana: 1997
- UEFA Intertoto Cup: 1999

Med Real Madrid:
- Uefa Champions League-mästare: 2001–2002
- Supercopa de España: 2001, 2003
- Interkontinentala cupen: 2002
- Uefa Super Cup: 2002
- La Liga-mästare: 2002–2003

Tränare
Real Madrid C.F
- La Liga: 2016/2017, 2019/2020
- Uefa Champions League-mästare: 2015/2016, 2016/2017, 2017/2018
- Uefa Super Cup: 2016, 2017,
- Världsmästerskapet i fotboll för klubblag: 2016, 2017, 2018
- Supercopa de España: 2017, 2020

Personliga utmärkelser som spelare:
- FIFA World Player of the Year: 1998, 2000, 2003
- European Footballer of the Year (Ballon d'Or): 1998
- Onze d'Or – 1998, 2000, 2001
- Ligue 1:s bäste unga fotbollsspelare: 1994
- Ligue 1:s bäste fotbollsspelare: 1996
- Serie A:s bäste fotbollsspelare: 1996–97, 1997–98, 2000–01
- Utsedd till Italiens bästa utländska spelare: 1996–97, 1997–98, 2000–01
- UEFA Champions League bäste mittfältare: 1997–98, 2001–02
- Världens bäste idrottsman: 1998
- Frankrikes bäste fotbollsspelare: 1998, 2002
- FIFA World Cup All-Star Team: 1998, 2006
- ESM Team of the Year: 1998, 2002, 2003, 2004
- UEFA European Championship Team of the Tournament: 2000, 2004
- European Football Championship (Bäste spelare): 2000 EM i Belgien och Nederländerna
- UEFA Team of the Year: 2001, 2002, 2003
- Uefa Champions League Mest värdefulla spelare: 2001–02
- UEFA Club Footballer of the Year: 2002
- FIFA World Cup Dream Team: 2002
- La ligas bäste fotbollsspelare: 2002–03, 2003–04
- Fifa 100 greatest player: 2004
- UEFA Golden Jubilee Poll (Europas främste fotbollsspelare under de senaste 50 åren): 2004
- FIFPro World XI All-Star Team: 2005, 2006
- Världsmästerskapet i fotboll för herrar Golden Ball (Bäste spelare): 2006 VM i Tyskland
- International Federation of Football History & Statistics - Världens bästa playmaker: 2006
- Marca Leyenda: 2008
- Golden Foot Legends Award: 2008
- ESPN Team of the Decade: 2009
- ESPN Player of the Decade: 2009
- Sports Illustrated Player of the Decade: 2009
- Fox Sports Player of the Decade: 2009
- Don Balón Team of the Decade: 2010
- Don Balón Player of the Decade: 2010
- UEFA team of teams: 2011
- Laureus World Sports Utmärkelse "Lifetime Achievement Award": 2011
- Real Madrid Dream Team: 2012
- World Soccer Dream Team: 2013
- Real Madrid Hall of Fame: 2014
- UEFA Ultimate Team of the Year: 2015
- UEFA Euro All Time XI: 2016
- Juventus Dream Team: 2017

Personliga utmärkelser som Tränare:
- Årets tränare i Frankrike: 2016, 2017
- Onze d'Or: 2017, 2018
- ESPN Årets tränare: 2017
- International Federation of Football History & Statistics Årets tränare i Världen: 2017
- Globe Soccer Awards Bästa coach: 2017
- World Soccer Magazine Årets tränare: 2017
- Fifas Årets tränare i Världen: 2017

## Populärkultur
Den 5 november 2006 medverkade Zidane i amerikanska animerade TV-serien Family Guy där man får se honom skalla ner en gammal kvinna i avsnittet Saving Private Brian som är en parodi på händelsen när Zidane skallade ner Marco Materazzi i VM-finalen 2006. 